# Euacanthella palustris
Euacanthella palustris är en insektsart som beskrevs av Evans 1938. Euacanthella palustris ingår i släktet Euacanthella och familjen dvärgstritar. Inga underarter finns listade i Catalogue of Life.